# Maison Henri II (Magny-en-Vexin)

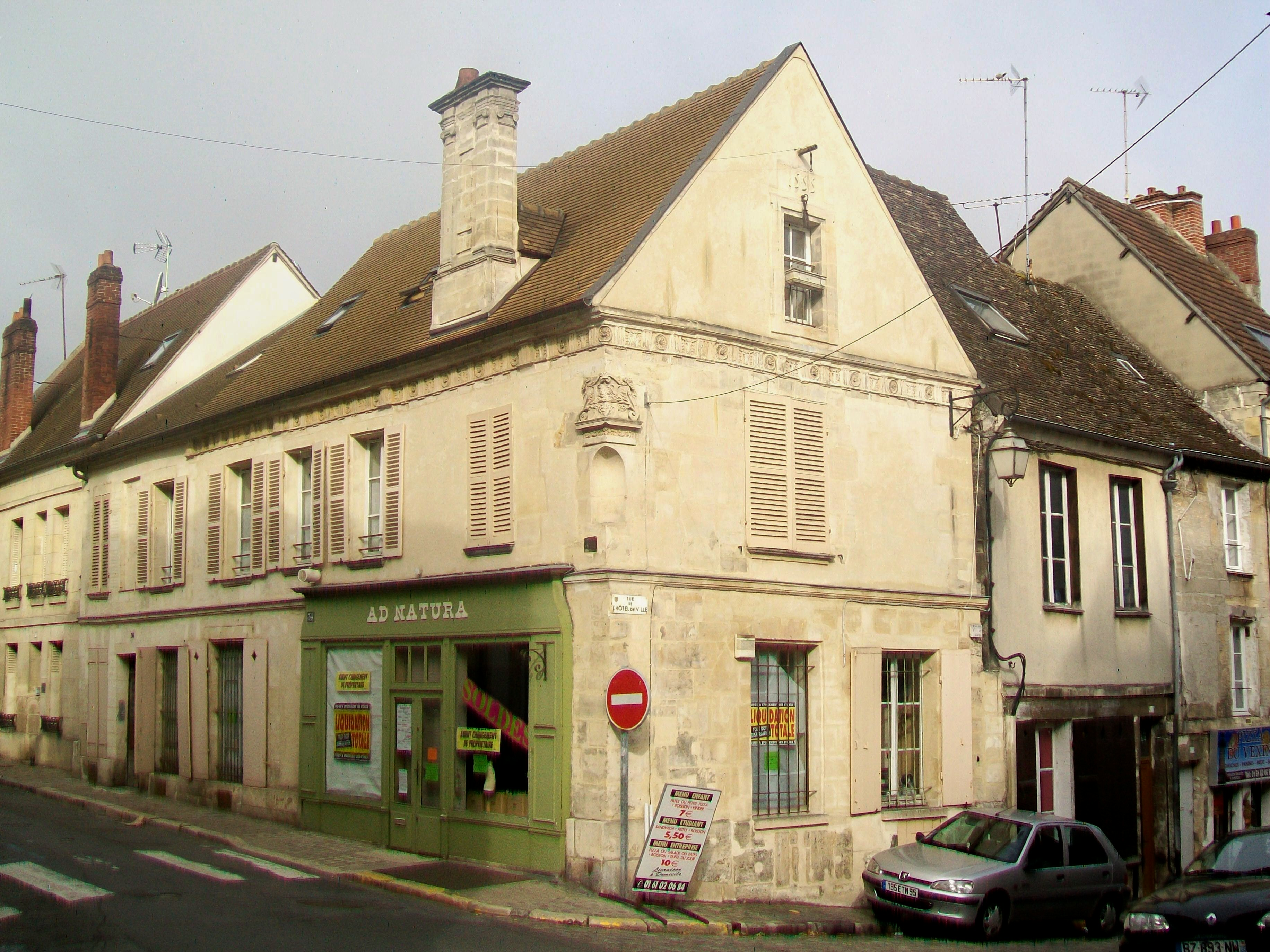
Maison Henri II in Magny-en-Vexin

Das Gebäude Maison Henri II (deutsch Haus Heinrichs II.) in Magny-en-Vexin, einer französischen Gemeinde im Département Val-d’Oise in der Region Île-de-France, wurde 1555 (die Jahreszahl steht am Giebel unter dem Aufzugsbalken) errichtet. Das Wohn- und Geschäftshaus an der Ecke Rue de l’Hôtel-de-Ville und Rue Carnot steht seit 1965 als Monument historique auf der Liste der Baudenkmäler in Frankreich.
Das Haus im Stil der Renaissance wird dem Architekten Jean Grappin zugeschrieben, der zu dieser Zeit auch beim Bau der Kirche Notre-Dame-de-la-Nativité in Magny-en-Vexin beteiligt war. Das Gebäude wurde über einem Gewölbekeller eines Hauses aus dem 13. Jahrhundert errichtet. Unterhalb des Dachansatzes zieht sich ein dorischer Fries entlang des ganzen Hauses. Im Inneren ist noch ein verzierter Kamin aus der Erbauungszeit erhalten. An der Ecke des Hauses ist in der Kartusche das Monogramm H zu sehen, weshalb man dem Gebäude den Namen Maison Henri II gab.